# Avoca (rivier in Ierland)
De Avoca of Ovoca is een rivier in Ierland. Ze ontstaat bij de Meeting of the Waters waar de Avonmore en de Avonbeg samenkomen. De idyllische plaats werd beschreven door de Ierse dichter en zanger Thomas Moore.
Het gelijknamige dorp Avoca ligt langs de rivier ten zuiden van de Meeting of the Waters. De rivier stroomt naar de Ierse Zee waar ze bij Arklow een breed estuarium vormt. Daarmee wordt ook de Ierse naam van de stad verklaard: an t-Inbhear Mór betekent de grote instroom.
In de vallei van de Avoca liggen een grote kopermijn en een meststoffenfabriek (die in 2002 werd gesloten). Beide industrieën hebben bijgedragen aan de vervuiling van de rivier.
De spoorlijn tussen Dublin en Wexford, die grotendeels de kust volgt, buigt bij Wicklow landinwaarts en volgt vanaf Rathdrum de Avonmore en daarna de vallei van de Avoca. De lijn kruist enkele keren de rivieren en volgt vanaf Woodenbridge de zuidelijke oever van de Avoca tot in Arklow.